# ボーダーブレイク
『ボーダーブレイク』(BORDER BREAK)は、セガ・インタラクティブ（2015年3月まではセガ）のアーケード用サードパーソン・シューティングゲーム。通称『BB』『ボダブレ』など。
2010年10月21日に稼働した、バージョン2『ボーダーブレイク エアバースト』（ - AIR BURST）を経て、2012年10月11日よりバージョン3『ボーダーブレイク ユニオン』（ - UNION）の稼働が開始された。2014年4月17日からバージョン4『ボーダーブレイク スクランブル』が、2015年11月5日からスクランブルのアッパーバージョン『ボーダーブレイク スクランブル 武』がそれぞれ稼働。2016年6月23日からバージョン5『ボーダーブレイク エックス』が。2017年2月9日からエックスのアッパーバージョン『ボーダーブレイク エックス ゼロ』が、同年9月6日からエックス ゼロのアッパーバージョン『ボーダーブレイク エックス ゼロ プラス』がそれぞれ稼働。2019年9月9日の10周年をもってアーケード版のサービスが終了した｡
2018年8月2日には、英字タイトルの『BORDER BREAK』でコンシューマ版が発売・配信開始された。
2023年5月15日にアーケード版サービス開始から14周年にあたる2023年9月9日をもってコンシューマ版のサービスが終了となることが発表された。
2023年9月9日15:00にコンシューマ版のカジュアルマッチ及びランクマッチングが終了した。

## 概要
「ブラスト・ランナー（ブラスト）」と呼ばれるロボットをカスタマイズ・操作して行う、サードパーソン・シューティング。
筐体の基板にはRINGEDGEが採用されており、ALL.Netによるネットワーク接続で最大10対10の20人同時プレイを行い、プレイヤー情報を別売の専用ICカードに保存できる。専用ICカードは『ボーダーブレイク スクランブル』までは使用回数制限が設定されていたが、2015年11月5日稼働開始の『ボーダーブレイク スクランブル 武』からは使用回数制限が撤廃され、使用回数無制限となった。2017年4月28日以降は、ALL.Net対応タイトルで唯一専用ICカードを使用するタイトル（Aime非対応）となった。
料金は「ゲームポイント(GP)」を購入する形で支払い、GPはゲームのプレイ時間、ゲーム内アイテムの購入に充てられる。クレジットに応じてゲームをプレイするのではなく、GPによって一定のプレイ時間が得られる。この料金システムはその後発売されるセガ製のアーケードゲームにも広く導入されており、また追随する形で『スティールクロニクル』（コナミ）や『Left 4 Dead -生存者たち-』（タイトー）など、他社タイトルにおいても類似した料金システムが採用されている。
レベニューシェアによって提供されており、稼動は好調で、セガサミーのIR資料でも度々本作が採り上げられる。
2018年8月2日にPlayStation 4用ソフトとしてコンシューマ版が発売。詳細は後述。
アーケードでの稼働開始から10周年となる2019年9月9日の2:00をもって、アーケード版のオンラインサービスを終了。これに先立ち本筐体用にMJACへのコンバージョンキットが発売されており、これを用いてMJACに改造・流用されている場合もあれば、コンバージョンせずにそのまま撤去されている場合もある。MJACにコンバージョンしなかった筐体は、2021年2月26日を以って修理サポートが終了した。同アーケード版のサービス終了をもって、ALL.Net対応タイトルで専用ICカードを使用するタイトルは全て稼働終了した事に加え、専用ICカードを使用してプレイするオンライン対応の日本国内向けアーケードゲーム作品は子供向けのトレーディングカードアーケードゲームと海外向けアーケードゲームの一部の作品を除き全てのタイトルが稼働終了となった。

## システム

### 基本ルール
- 最大10人対10人のチームに分かれ、敵チームのベースにある「コア」を破壊することが目標である。コアには耐久値が設定されており、直接攻撃の他、敵ブラスト撃破時に僅かに減少させることができる。
- 互いにコアを破壊できないまま時間切れとなった場合、コアの耐久値が多く残っている側が勝者となる。
- ブラストは4種類の『兵装』、「強襲」「重火力」「遊撃」「支援」のいずれかを選択・装備して出撃する。
  - 自機が撃破され爆発しても、何度でも自軍ベースか占拠中プラントからの再出撃（リスポーン）ができる。
  - 再出撃の際には、出撃する兵装を選択し直せる。ただし、ブラストの機体構成や各兵装の武装を戦闘中に変更することはできない。[13]
- セガ・インタラクティブは2017年4月1日に、戦闘中における自爆行為や、味方プレイヤーに対する攻撃などの迷惑行為が一部プレイヤーによって行われていることを明らかにした[14]。

### 操作方法

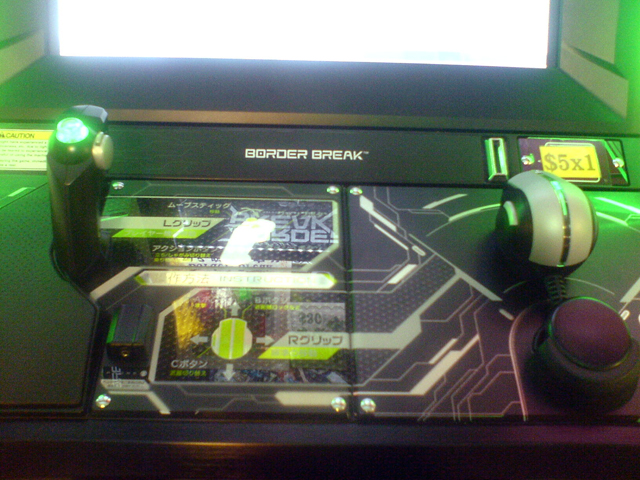
コントロールパネル部（香港で稼働中の筐体）

- タッチパネル - 各メニューを選択したり、戦闘中はチャットメニュー、マップ操作、味方への指示等に使用する。
- Lグリップ - 走行・ジャンプ・各種アクション操作などの移動操作に使用。
- Rグリップ - 形状と操作方法はマウスに準拠。旋回・射撃・ロックオンなどの攻撃操作に使用。

#### 移動システム
- 歩行による移動、ブーストによる移動、ジャンプ、施設を利用した移動、拠点へのエリア移動がある。
- エリア移動は、占拠中のプラントや自陣ベースへのワープ。胴パーツの性能に応じた準備時間が必要で、そのカウントダウン中は無防備となる。カウントダウンがゼロになった時点でその場から機体は消え、再出撃する拠点を選択する画面に移る。

#### 特殊操作
しゃがみ撃ち
しゃがみながら射撃すると、精度が上がり、反動も軽減される(Ver.2.7からアクションチップ「しゃがみII」「しゃがみIII」を装備した場合に使用可能)。
受け身
大ダメージ攻撃や近接アクション攻撃などによって吹き飛ばされている時、Lグリップのジャンプ・ダッシュの各トリガーを両方押すことで（同時でなくてもよい）ブーストゲージを消費して姿勢を立て直して着地する。
また、脚部がホバー型の機体の場合、吹き飛ばされた際の硬直及び、受け身の動作が2脚型と比べて大幅に隙が少ないという特徴を持つ。
ロックオン
頭部パーツごとに設定された射程内において敵が視認できる場合、RグリップのBボタン（右）でロックオンし、照準が対象をある程度追尾し照準周りへ捉えようとする。
ロックオンを行うと味方全員に敵機の位置が一定時間表示され、また敵機にもロックオンのアラートが表示される。
使用する武器によっては、画面がズームされるようになる。ズーム倍率も武器によって異なり、それに応じて集弾率も絞ることが出来る。

### ゲームモード
全国対戦メインとなるゲームモード。開戦中の戦場で対戦。規定の人数が集まらない場合「模擬戦」になり、その間はGPの減りが遅くなる。
イベントバトル後述
ユニオンバトル後述
カスタマイズキャラクターパーツやブラストのカスタマイズ、ブラストの武器・機体パーツの購入ができる。
個人演習・店内演習開戦中の戦場で、自分以外の全プレイヤーをCPUにして行う演習。Ver2.7から戦場やCPUの任意選択や店内対戦が可能になった。
クラン演習後述
D5クラス限定ゲーム開始直後の「D5」のみ、ゲームモードが特殊になる。
チュートリアル基本操作とゲームルールのレクチャー。
集団演習全国対戦の代わりに選択。相手チームは全てCPU。

#### イベントバトル
Ver.1.5より追加、一定期間開催されるイベント中のみ選択可能。イベントバトルへの参加や、イベントポイント(EP)の報酬への交換を行うことができる。
各バトルの後には報酬箱の代わりにプレイ成果に応じたEPが獲得できる。またイベント終了後に、そのイベント中の成果に応じたボーナスEPが追加で支給される。EPは素材（通常プレイよりもレア度の高いものが出やすい）、イベント限定のキャラクターパーツ、イベント限定の機体カラーに交換できる。後に報酬はシード交換に統一された。
イベントバトルの戦場は全国対戦とは異なるものが使用され、BGMも専用のものとなる。
マッチング幅は全国対戦よりも広くなっている。クラスポイント(CP)は増減しない。
一部のプレイヤー間で、EPを効率的に獲得するためにプレイヤー同士が結託して特殊な行為を繰り返すプレイ（プレイヤー間のスラングでは「談合」と呼ばれる）が行われたことがある。これについてはセガ側から公式に禁止のアナウンスがなされており、2011年5月のイベントでは、「談合」をしたプレイヤーに該当イベント成績の抹消、以降のイベント参加権の剥奪などのペナルティが課せられた。
イベントバトルの特別ルールは現在下記のものが存在するが、特別ルールを使用せず全国対戦とほぼ同じ環境を行う場合がある。またスクランブルバトルとスカッドバトルは個人演習や店内演習で常時プレイできる。
装備/武装限定戦
ブラストのパーツがイベント毎に指定されたものに変更される。指定されたパーツは一時的に支給されるので、所有していなくても良い。イベント開催時点では未実装のパーツが先行で使用できることもある。機体・武装の両方を制限する「装備限定戦」、武装のみを制限する「武装限定戦」、機体のみを制限する「機体限定戦」がある。
2大陣営勢力戦
プレイヤーは初回出撃時にGRF / EUSTのどちらかに配属され、イベント終了まで固定。各バトルで勝利した方の勢力には「勢力値」が付与される。イベント終了時の勢力値が高かったほうの勢力が勝利となり、勝利側のプレイヤーにはより多くのボーナスEPが与えられる。
大攻防戦
「コア」が1つしかない専用のマップで「攻撃側」「防衛側」に分かれて行われる。制限時間内にコアを破壊すれば攻撃側チームの勝利、コアを守りきれば防衛側チームの勝利となる。
バトル開始時の制限時間は300秒と短く、マップ内のプラントは全て防衛側に占拠されているが、攻撃側が最前線のプラントを占拠すれば防衛側に取り返されることはなく、制限時間も延長される。そのため攻撃側は基本的に敵プラントを奪取するのが正戦法だが、敢えてそれを無視して最終目標のコア攻撃に向かうというハイリスクハイリターンな方法もある。
拠点制圧戦
全国対戦に各勢力のプラント保持数によってコアゲージが削られていくルールを適用したもの。保持する数の差が広がるほどに減る速度も上昇する。戦闘時間は全国対戦と同じ600秒。
全国対戦と似ているがそこにより一層のプラント防衛保持が加わった形になっており、必要以上に戦闘が激化する為充分な備えや味方同士の連携が必要になる。
それら以外は全国対戦と同じ為、イベントルールの中では唯一全国対戦に逆輸入されて行われたこともある。
スクランブルバトル
Ver4.0より追加された個人戦モード。マップ各地に点在するニュード結晶を破壊してかけらを入手し、制限時間が0になるか規定量に達した時点で試合終了となる。最もニュード結晶を獲得しているプレイヤーから順位が決定する。ニュード結晶は一度破壊しても時間がたてば再生する。
各プレイヤーは撃破された時点で所有しているニュードの一部が自動的に撃破した相手に送られ、大破するとさらに一定割合のニュードをその場にまき散らす。
各マップにはニュード結晶以外にもニュード噴出口があり、一定時間が経過することで多くのニュード結晶のかけらを噴出する。
スクランブル武ではさらに、入手するニュードポイントに倍率がかかる撃破倍率が追加。
スカッドバトル
スクランブル武より追加された少数チーム戦モード。4vs4形式（一部マップは5vs5）で、各陣営の地形が対称の専用マップで戦闘を行う。マップは全国対戦などで使用されるマップと比べて一回り小さく、時間も400秒と短めになっている。それ以外は全国対戦と同じ仕様。
ユニオンバトル
「UNION」で追加されたモード。
巨大兵器を母艦に、通常のCPUとは比べ物にならないほど強化された特殊CPU機体や自律兵器Droneを相手にする対CPUモード。フェイズ1、2と2段階に区分けされており、フェイズ1では100秒間で占拠されているプラントを奪取することが目的。フェイズ2では巨大兵器とCPUからプラントやコアを守りつつ、可能ならば巨大兵器の破壊を目指す。
各バトルの後には戦果に応じた個数の報酬箱が与えられる。報酬箱の中には「ユニオンキューブ」が入っていることがあり、ユニオンキューブが10個貯まると、ユニオンバトル限定のキャラクターパーツ・機体カラーなどの報酬を獲得することができる。後に報酬がシード交換に統一されたためユニオンキューブ報酬もシードになった。
各プレイヤーは戦闘終了後にユニオンレベルの上昇と難易度の増減が設定されている。一定のユニオンレベルに達すると通り名やエンブレムが獲得できる。なお、このモードのみ敗北するとその時組んだチームが強制解散する形になっている。
難易度はEasy,Hard,VeryHard,SuperHardの４段階に分かれており、SHのみVHから戦闘ごとにランダムで変更される。時期によってはアドリシュタ、イフリット、ディオナのいずれかがスペシャル機として登場する。
またエイジェン側に赤い特殊母艦と赤いエース機が存在し、SHのみ出現するが確率は非常に低い。通常の物と比べ敵戦艦は攻撃方法が追加され、BGMも専用のものとなる。
クラン演習
ver.2.0よりクランシステムが実装された。BB.NETに加入、カードを登録してメンバーが2人以上のクランを設立するか加入しておくとメニュー画面から「クラン演習」を選ぶことができる。1枚のカードで加入できるクランは1つだけであり掛け持ちはできない。なお、BB.NETを解約してしまうとクランからは強制退会となる。
BB.NET上でクランマスターがあらかじめ演習スケジュールを設定し、メンバーに参加登録をしてもらう。その時間に合わせてクラン演習を選ぶと、メンバー同士が優先的に同じバトルにマッチングされる。演習は、クランからの参加者が上限人数に満たなかった場合他のクラン演習とメンバーが混ざる「オープン」設定がデフォルトであるが、クランメンバー以外は参戦できない「クローズド」設定にすることもできる。「クラングループ設定」で、複数のクランが参加する演習スケジュールを組むことも可能である。
クラン演習のマップは全国対戦と同じものとなるが、BGMはクラン演習専用のものに変わる。
バトル後には全国対戦と同じく成果に応じた数・種類の素材が手に入るが、勲章や通り名は獲得できない。B5以上ではクラスポイント(CP)は増減しない。
ラッシュチャレンジ
厳密にはイベント戦ではなく、全国対戦にて行われる個別イベント。特定の時間に出撃すると試合終了後にCPとは別に専用スコアが現れ、勝敗や試合中のポイントによって上下する。時間内にて集計され、成績に応じて金・銀・銅の【リボン】とシードを獲得できる。
ポイント
バトルポイント(BP)
戦闘中の様々な行動によって獲得できるポイントで、BPによって各戦闘の順位や、戦闘後の報酬が変化する。
クラスポイント(CP)
1回の戦闘の獲得BP量、総合順位、勝敗によって増減する。クラスはD5〜D1、C5〜C1、B5〜B1、A5〜A1、S5〜S1、SS5〜SS1、EX5〜EX1、ACEの順に上昇する。
ACEの上はADV ACEというクラスであり、こちらはレベルになる。またADVACE以上が参加するバトルは特殊な演出が入る。更にAVD Lvが一定になると【X】というクラスになり、現在その上の【0】というクラスが確認されている。
マッチング
全国対戦、イベントバトルではクラス別に対戦のマッチングが行われる。クラスごとのプレイヤーの数に応じてマッチングのクラス幅が設定されており、クラス幅は頻繁に変更されている（稼動当初のB1〜A5マッチなど）。また、イベントバトルでは全国大戦とは別のクラス幅が設定されている。

## ブラスト・ランナー
プレイヤーはブラスト・ランナーと呼ばれるロボットを操作し、戦闘に参加する。ブラスト・ランナーは頭部・胴部・腕部・脚部の4つの部位と、イクシードという3種類のチップで構成され、それぞれ特徴のあるパーツを組み合わせて自機カスタマイズを行う。出撃時に強襲・重火力・遊撃・支援の4つの兵装から1つを選択する。各兵装が所持する武器も事前にカスタマイズしておく。パーツと武器の組み合わせのパターンは無数となり、試行錯誤して自分の好みに合ったブラスト・ランナーを構築してゆく事もこの作品の楽しみの一つである。

## 戦闘について

### 戦闘の流れ
ランクに応じたマッチング内の、GRF/EUSTどちらかのチームに合流後、兵装および出撃地点を選択する。出撃地点に降り立ったら戦闘を行う。撃破されて一時撤退すれば、再び兵装選択画面に戻り、出撃可能な拠点からの出発となる。自軍もしくは敵軍のコアが破壊されるかタイムアップを迎えるまで、兵装選択・出撃・戦闘を繰り返す。
作戦中は、自分の取った行動に応じてバトルポイント(BP)を付与され、作戦終了時に得られる報酬に影響が出る。
- 「戦闘」 - 「敵機撃破」か「撃破支援」でポイント（撃破支援は、「自分が一定量のダメージを与えた敵機」が　友軍に撃破される/自爆の条件を満たすことでカウント）。
- 「占拠」 - 「プラントを占拠」か「敵プラント機能停止」でポイント。自軍が全てのプラントを占拠していると、一定時間ごとに「プラント独占」ポイントが入る。また条件を満たしていれば「プラント奇襲」となる。
- 「貢献」 - 「修理・再始動」「設置武器破壊」「索敵」「敵コアを攻撃」など、味方を有利にする行動を取るとポイント。逆に「自爆」「味方機を誤射」などの行為でポイントがマイナスされる。
- 勲章取得 - 条件を満たすとアナウンス。テロップの色が緑は通算系、銅/銀/金はバトル毎取得のもの。各種演習・イベントバトルでは勲章を得られず、ユニオンバトルでは「ユニオン限定勲章」が得られる。

### 施設・搭乗兵器
画面上では、自軍に属するものは青色、敵軍のものは赤色、中立のものは灰色で示される。
ベース
両軍の拠点。マップの端と端にそれぞれ存在する。
コア
破壊目標。ベースの中央に、傘状の建物で守られる形で存在する。近接武器以外での攻撃が可能(厳密には強襲近接武器ブリッツアー系統の衝撃波もダメージが入る)。ダメージを受けると赤く輝く。コアが攻撃を受けた際は自軍全機に攻撃連絡が通知される。マップ：エイオースの公開より新型コア（設定としては汚染されたニュードを中和する機能を持つ。通常のコアと比べ細かい部分が変わっており、一部のコア攻撃テクニックが使用できなくなっている）が確認できるようになった。
レーダー施設
自軍全機に敵機のベース内侵入を通知しマップに表示する。
破壊されると侵入されても通知と敵機のマップ表示が行われなくなるが、コア攻撃の通知は行われる。
自動砲台
ベース付近に設置されている。敵機を感知すると上下左右に砲身を向け、爆風を伴う複合属性の特殊弾で迎撃を行う。スクランブル武から性能が抑え目の「簡易自動砲台」が追加。
プラント
マップ上に数箇所存在。施設を中心にした球形の範囲内に一定時間滞在することで中立化および占拠できる。
占拠した側は再出撃/エリア移動の拠点として選択でき、また付近のリペアポッド・リペアポートを使用できる。
Ver4.5からは円状の占拠範囲が複数に分散した新型プラント「マルチプレックス・プラント」が登場。
リペアポッド
搭乗するとブラストの耐久力と主武器/副武器の弾薬を回復できる。搭乗中は視点以外は全く動かせず、回復中にダメージを受けると耐久力の回復が中断されてしまう。コア外にあるものはプラントと連動しており、使用するためには自軍プラントとして占拠する必要がある。
カタパルト
ブラストを前方上空に射出する。打ち出される方向や高さは選べず一定で、最高点に達するまで操作はできない。
ただし、マップによっては射出角度が通常より高く（低く）調整されているものも存在する。
リフト
ジャンプでは登れない箇所、ダッシュジャンプでは越えられない穴や谷などに設置されている索道。乗っている間は視点変更とリフトを降りる以外の操作は出来ない。
パワーバウンダー
ブラストを垂直に跳ねあげる。一定の高さに達するまで操作ができない。
ガン・ターレット
ブラストが搭乗して操作する固定砲座。機種によって発射できる弾が異なり、ロケット砲を三点射する「R」、機関砲を連射する「G」、誘導ミサイルを発射可能な「M」、グレネードを発射する「L」がある。
ターレットを破壊すると、搭乗中のブラストも残り耐久値に関わらず強制的に大破扱いとなる。
破壊後は修理しなくても、一定時間後に自動で復活する。修復を加えた場合は、その分だけ自動復活の時間が短縮する。
ワフトポート
マップごとに設定された時間になると、ワフトローダーがここに出現する。ワフトローダー破壊後に再度出現することもあれば、1度だけの場合もある。マップによっては双方の陣営にあったり、片側の陣営にのみあることもある。
ワフトローダー
操縦とチャージカノンを担当する「ドライバー」、チェインガンを担当する「ガンナー」、グレネード砲を担当する「ボマー」の3体までのブラストが搭乗できる飛行兵器。座席が空いていれば内部で乗り換えも可能。
下部には「ニュードラジエーター」と呼ばれる弱点があり、ここを攻撃すればクリティカルとして扱われる。コアとは違い、ニュード武器で攻撃を与えるとプラスのダメージ倍率になる。
派生機体としてワフトローダーSがある。色が黒く、ドライバーが機体前方に強固なシールドを展開・解除することができる。
ワフトローダーを破壊すると搭乗中のブラストも大破扱いとなるが、その前に自動的に離脱してくれるチップも存在する。
リペアポート
ワフトローダーを接近させるとその耐久力を大幅に回復する。
バンカーポート
指定された時間でサテライトバンカーが投下される。
サテライトバンカー
作動させると衛星ビーム砲を設置点に向かって照射する運搬型局地殲滅兵器。奪取した陣営に占有権が付与されるが、耐久値を0にすることで中立化することができる。
また、照射準備に入ってから耐久値を0にした場合は中立化はせず、そのまま破壊されることとなる。ユニオンバトルでは敵巨大戦艦でサテライトバンカーを発動・コア攻撃を成功させると、通常より早く次弾が転送されるようになる。
派生物として、奪取後から一定の間、奪取した陣営のエリア移動先としても機能するサテライトバンカーRがある。ただし、こちらは一定時間放置すると自爆する。また一度どちらかの占有権が発生した後に破壊されると中立に戻ることなく破壊される。
索敵施設
施設から一定範囲内に侵入した敵機を感知する。占拠範囲を持ち、施設を占拠した側で機能する。マップによって索敵できる範囲が異なるが、範囲内から離脱後の感知時間に差はない。
兵装換装エリア
施設内でエリア移動を行うことで、兵装換装画面に移行し拠点へ移動することができる。また、換装エリアでのエリア移動時間が半分に短縮され、移動施設としても利用可能。敵味方の区別がなく、マップ内全ての兵装換装エリアが使用可能。

## 戦場マップ
戦場は多種存在し、それぞれが、プラントやカタパルトなど施設の数・配置を変えた数種類のマップを持つ。同じマップでも構造自体が変化したり、特定の兵器が使用可能になるものもある。現在公開されたマップは(停止やイベント専用も含めて)２８か所。これにそれぞれの構造違い、専用マップが存在して総数201となっている。
いずれか一つのマップが原則として週替わり（月〜日）で指定される(マップローテーションが指定されている場合は設定された複数のマップを入れ替わる)。通常、次週のマップは、前週の金曜日に発表され、公式サイトの「スケジュール」と筐体の「SATELLITE NEWS」で確認できる。
全国対戦とクラン演習(オープン)は同じマップが使用されるが、イベントバトル・ユニオンバトルは別のマップが指定される。クラン演習(クローズド)と個人演習、店内演習では3種類のうちからマップを選ぶことができる。戦場により1チームの最大参加可能人数は6〜10人と異なり、不足した場合はNPC機体が補われる。
マップごとの詳細は公式サイトのPDFを参照。
全国対戦におけるプラント数の差によるマップ違いの目安として、奇数プラント数のマップがコア突撃主体、偶数プラント数のマップがライン戦主体となる傾向にある。
停止されたマップには、再出撃地点が空中で着地する事無く自機損壊になってしまうバグが発生したため使用停止になってしまったデ・ネブラ大落片の様なバグ主体の物や、マップが狭く両軍ともコアへ殺到しタイムアタック並の短時間戦闘が繰り広げられた結果コアの耐久力が上がる等の処置を施されたトラザ山岳基地の様なマップも存在している(それでも殺到されてゲームバランスが崩れたため停止された。処置前の最速タイムは戦闘開始してからコア破壊まで60秒も経過しなかった)。

## ストーリー
主にガイドブックや書籍、アドバタイズデモで語られる。
「ソテル計画」の発動と新物質「ニュード」の発見
西暦2037年、地球の資源枯渇という重大な問題を抱えた人類は、研究機関「GRF」を設立、GRFは衛星軌道上に巨大研究施設「エイオース」を建造。「ソテル計画」を発動、新たな資源と成りうるものを発見すべく、エイオースから無人探索船が放たれた。十数年後、ひとつの探索船が持ち帰ったサンプルの中から、緑色に輝く不可解な物質が発見される。外部から刺激を与えると熱放出し、容易に形態を変化させ、他の物質と融合して増殖するこの物質は「ニュード」と名付けられ、資源枯渇問題打破を大いに期待されるのであった。
「大汚染」の発生と「復興暦」への転換
ニュード発見以後、GRFは研究を進め「ニュード・ドライブ」の実用化に成功するなど、ニュードについて一定の成果を挙げた。そんな中、突如エイオースで爆発事故が発生、施設に貯蔵されていた大量のニュードが地球に降り注いだ。ニュードは新資源として期待されていた反面、人体に重大な影響を及ぼす毒性を秘めていたのである。ニュードが降り注いだ地域では、大勢の人がニュード汚染により死亡。当初ニュードの毒性について、GRFは情報開示をほとんどしておらず、地球全体を大パニックに陥れる結果になった。そしてこれ以後、地球の環境改善を願って「西暦」から「復興暦(R.E.)」へと暦を改めた。
反GRF団体「EUST」とGRFの抗争
R.E.13年、環境保護団体「EUST」が設立、ニュード汚染の完全除去を目的とした運動が開始されたが、GRFのエイオース爆発事故等の責任を問うていく形で世間の注目を集め、しだいに力を付けていく。その後はGRF、EUST共に「ブラスト・ウォーカー」と呼ばれる採掘機械を用いてニュードを採集していたが、「コンスタンツァの虐殺」以降、両者は武装したブラストによる武力闘争を繰り広げるのであった。R.E.35年、この「ブラスト・ウォーカー」をもとに、GRFがかつて開発したニュード・ドライブを用いた人型兵器「ブラスト・ランナー」の最初のモデル「クーガーI型」が誕生、クーガー同士が入り乱れる戦場になったという。
「コンスタンツァの虐殺」
クーガーがリリースされる前、GRFとEUSTの武力闘争を激化させる一因となった事件。R.E26年コンスタンツァにて展開されたEUST系列のデモ隊に対し、GRFは武装したブラスト・ウォーカー隊による威嚇・鎮圧を試みた。ところがブラスト用装備のトラブルにより、地面に残留したニュードに刺激を与え続けてしまい、結果として辺り一面火の海と化した。ブラストに乗っていたGRF隊員は無事であったものの、その場にいたデモ隊は全員死亡。本来は「事故」であったにも関わらず、情報操作によって「GRFによる殺人事件」へとすり替えられてしまった。この事件の詳細は、ver1.5マスターズガイドにて明かされた。
傭兵市場の完成
クーガーIをリリースしたTSUMOIインダストリ社に続いて、エアロン・エアハート社、ベンノ社といった企業がブラストの製造に名乗りを上げるとともに、戦況もしだいに激化の一途をたどる。GRF、EUSTの抗争は「ニュード採掘施設の奪い合い」にあり、ニュードを制した者が今後の世界情勢を制すると言われる。両者はブラストを操縦できる人材を確保すべく、傭兵たちに対して多くの報酬を用意する動きが出てきた。R.E.38年には、両者に傭兵を供給し、傭兵たちの活動を支援する民間軍事会社「マグメル」が設立された。かくしてマグメルに登録したボーダー同士による代理戦争の火蓋は切られた。
ニュード技術の進展と戦火の拡大
ニュード技術の拡大は、「プラズマカノン」や「ニュード狙撃銃」といった、次世代のブラスト・ランナー用携行武器を次々と生み出した。携行武器や新型のブラストに留まらず、ついには機動大型兵器「ワフトローダー」までもが生み出され、空までもが舞台となり、戦火は拡大、混迷の一途をたどるばかりである。
「未知なる侵略者」の襲来（ver3.0 ユニオンバトル基本背景）
未だニュード採掘権を巡って戦うGRF、EUST両陣営だったが、R.E.55年、予想外の事態が発生する。突如「エイジェン」と名乗る謎の軍事組織が、各地のニュード採掘施設を破壊し始めた。巨大兵器・強化機体・大量の無人機といった規格外の戦力を率いる彼らの目的は、地球環境をニュード汚染によって改変し、ニュード耐性を持たない全生命を根絶する事だと言うのだ。GRF、EUSTの両陣営は一時休戦を余儀なくされ、「マグメル連合軍」として、人類の存亡を賭けた戦いに挑む。
第二の巨大兵器と要請兵器（ver3.5基本背景）
エイジェンの猛攻に抵抗を続ける連合軍であったが、R.E.56年、ツィタデルに続くさらなる巨大兵器「アルド・シャウラ」が登場したことにより、さらなる激戦を強いられることとなる。この事態を受け、マグメルは「要請兵器」（Bolt-on Arms）の投入を決断する。エイジェンのオーバーテクノロジーに対抗すべく、マグメル主導で開発が進められたそれは、「使用に制限があるものの、上手く使うことで凄まじい破壊力を叩き出す」というものであった。
ニュード結晶の隆起、ニュード噴出孔の出現（ver4.0基本背景）
エイジェンとの戦闘が激化する中、地中近くで眠っていたはずのニュード結晶が突如析出し、地表を覆い尽くす現象『ニュード・ブロウアウト』が各地で多発する。この事態の被害を重く見たマグメルは事態の収束と原因究明の為に世界各地よりボーダーを招集、ニュード汚染拡大阻止のための一大プロジェクト『ニュード・スクランブル』作戦を立ち上げる事となった。ボーダーに課せられた目標は「可能な限りより多くのニュードを集める」事。ただし集めさえ出来れば手段は一切問われない為、ボーダー達の誇りを賭けた戦いが始まる…。
家庭用版ストーリー
家庭用の世界はアーケード版と共通の部分を持ちつつも異なる平行世界として再構築されており､フォニエとガロアの二大陣営の抗争の背景でS.N.C.Aとクレアシオンの対峙が行われ､それらが重なり合った形でストーリーが展開されている｡

## 登場人物
『Ver1.5 マスターズガイド』および『エアバースト テクニカルガイド』に名前と設定が記載されている。デモムービー等のプレイヤーキャラクター名は原則としてこの名前が使用されている。
キャラクターデザインおよびパブリシティイラストは、イラストレーターの風間雷太によるもの。
キャラクターボイスの担当については稼働当初から基本的に非公開だが、Ver3.0でエイジェン側の担当を最初から公開されたのを始めに、Ver4.0・4.5からメインキャラクターもスタッフにより徐々に公開されている。
家庭用ではパラレル設定の形態を取っているため、部分的にアーケード版と違う部分に留意。

### プレイヤーキャラクター
どのキャラクターを選んでもゲーム進行に差が生じることはないが、タイプ別に使用できるキャラクターパーツが異なる。
男性
熱血タイプ「レオ・シキシマ」
声 - 川上貴史
先天性ニュード汚染耐性保持者。施設で育ち、師であるボーダーの引退を機に独立した新進気鋭のボーダー。父であるGRF所属の傭兵ヨシロー・シキシマは、GRF時代のゴードンが配属されていた部隊の隊長を務めており、書類上では死亡したことになっている。
クールタイプ「レイン」
新人らしく不詳な点も多いが、冷静な判断力と相応の実力を持っているために一目置かれている。誰かを追っているらしく、戦場で余計な接触を控えるため、出撃前に戦闘相手を確認しているらしい。
ベテランタイプ「ゴードン」
声 - 下山吉光
ニュード汚染耐性保持者。GRFを経てAE社でテストパイロットとして働いていた。ヨシローを知っているが、その息子・レオがいたことは知らない。AE社製新型ブラストランナーが対立するメーカーの妨害に遭いお蔵入りになったことを境に傭兵に転身。
少年タイプ「ティント」
声 - 高倉有加
先天性ニュード汚染耐性保持者。傭兵がブラストランナーに気紛れで乗せたところ、才能の片鱗を見せる。孤児院の維持のために傭兵になる。ミリーとは同じ孤児院出身。男性キャラだが、女性のように見えるキャラクターパーツがいくつか存在する。趣味は漫画鑑賞。
ナルシータイプ「ジュダ」
元GRF関連企業社員。ニュード汚染耐性を付与する実験に参加したが失敗し、ニュード汚染地域でしか生きられない汚染耐性者。ゴードンと渡り合うほどの実力を持つ。古い知人いわく「あの口ぶりなどは耐性実験失敗などのせいではなく昔からああいう性格」だそうである。趣味はニュード結晶のコレクション。
老練タイプ「ゲルト」
声 - ケン・サンダース
GRFの警備部門に所属していたが、ブラストランナーの台頭により警備部門は解散。彼のみがニュード汚染耐性保持者であったため、ボーダーに転身。GRF時代に得た機密情報を盾に、両勢力を立ち回っている。敵味方を危険に巻き込む好戦的な戦い方から、戦鬼と呼ばれている。
不敵タイプ「ユーリ」
声 - 松岡禎丞

女性
まじめタイプ「リサ」
声 - 倖月美和
先天性ニュード汚染耐性保持者。反ニュード活動に傾倒する両親の元で育った。過去のブラストランナー絡みでの苦い経験を教訓に、傭兵になればEUSTとGRFのニュード採掘施設を破壊できることから傭兵となった。元は心優しい性格。
お嬢様タイプ「シェスティン」
先天性ニュード汚染耐性保持者。ベンノ社重役の娘で、幼いころからブラストを自在に操縦していた。戦争をエクストリームスポーツの一つとして楽しんでいる節がある。下田P描き下ろしの小説『ボーダーブレイク ヒストリカ2 ジ・エースボーダー』にてシェスティン・ヴァイルというフルネームが付いた。
少女タイプ「ミリー」
非常に強い汚染区域にある孤児院で育った先天性ニュード汚染耐性保持者。ティントの姉のような存在。ティントと同様、孤児院の維持のために傭兵になった。趣味は人形集めで、ぬいぐるみなどを抱いたキャラクターパーツが多い。
インテリタイプ「アスカ」
声 - 原紗友里
後天性のニュード汚染耐性保持者。元TSUMOI社員で父親も在籍していた。テストパイロットではできないことが多かったので、傭兵に転身し独立。傭兵として得られたデータを、ブラストランナーの製造メーカーに売り込みをかけている。初期状態から眼鏡のキャラクターパーツを所持している。
冷静タイプ「ウルスラ」
声 - 勝生真沙子
汚染耐性保持者ではあるが、料理や裁縫など家庭的な趣味を持ち、一般市民として幸せな生活を送るはずだった女性。恋人であったボーダーが隻眼のボーダーに殺されたことで彼女の人生は狂い、復讐心のみで一流並の腕前を身につけている。
ドライタイプ「クユラ」
声 - 内田真礼

### オペレーター・メカニック
フィオナ
声 - 七緒はるひ
マグメルのシステムオペレーター。その美貌から好意を寄せる男性も多いが、その大半は顔面蒼白で帰ってくることが多いらしく謎多い人物。10ヶ国の言語を操り、各国出身のボーダーと疎通ができるエリートでもある。
名前が公表されなかった頃の名残で、現在も「システムオペレーター」「オペ子」といった通称で呼ばれることがある。
対戦開始前のロード画面中に彼女にタッチすると全身が縦に揺れ、顔を赤らめるギミックがある。後に顔を赤らめると同時に胸が揺れるギミックも搭載された。また顔を赤らめるギミックだけならヒルダ・チヒロ・チェスカにも搭載されている。
『ボーダーブレイクNA』では良くも悪くも様々な情報を持ち合わせている。また、とある一件で詰め寄ってきたグラントを笑顔で切り返している。
ニコニコ動画などの生放送でも声のみ登場。初登場から顔だしはせず声だけの出演だったが、BBGP2015決勝大会で初めて姿を見せた。
露出度の高い格好をしていることが多いが、何故か腹部を晒した公式イラストは長い間描かれなかった。そのため「実は腹部はニュード感染しているのでは」との疑いをプレイヤーの間で持たれていたが、2013年9月9日〜9月16日の「4周年イベント」告知絵にて腹部を晒した水着姿が公開され、その説は否定されている。
スーパーロボット大戦X-Ωではブラストランナーのパイロットとしてオズとともに登場している。
「X ZERO」以降から、ローディング画面で各バージョンでの立ち絵姿を切り替えることが可能になった。
ヒルダ・アイヒマン
金髪のGRFオペレーター。GRF幹部リヒャルト・アイヒマンを父に持ち、士官を有望視されている。リヒャルトはヨシロー、ゴードンの2人と関係がある。指示口調はフランクな感じ。
「X ZERO」以降からローディング画面で彼女に切り替えることが可能になった。
チヒロ
声 - 高倉有加
黒髪のEUSTオペレーター。GRF関連企業に勤める両親の反対を押し切ってEUSTに参加した。ヒルダと違いオペレータとして固く落ち着いた報告を行うが、戦況によっては慌てた口調になる。
「X ZERO」以降からローディング画面で彼女に切り替えることが可能になった。
グラント
マグメルでブラストランナーの整備などを行う熟練の男性メカニック。かつてはボーダーだったが怪我のために第一線を退く。『エアバースト』以降は容態が悪化したため、下記のチェスカにメカニックを任せている。
『ボーダーブレイクNA』ではフィオナと共に登場。
チェスカ
エアバーストから登場。とある事からグラントに弟子入りした女性メカニック。もともとは中米でジャンクを解体・売却して生計を立てていたが、誤ってニュードに触れた際にニュード汚染に耐性を得た。そのために汚染された跡が身体に残っている。また彼女にタッチしても顔を赤らめる。
オズ
声 - 加藤英美里
スクランブル武から登場した新たなオペレーターで資産管理を担当。フィオナを先輩として慕っている模様。
スーパーロボット大戦X-Ωではブラストランナーのパイロットとしてフィオナとともに登場している。
「X ZERO」以降からローディング画面で彼女に切り替えることが可能になった。

### その他
ヨシロー・シキシマ
レオの父親。当時新兵だったゴードンも在籍していたGRF直轄のブラスト小隊の隊長を務めていた壮年の男性。書類上では死亡したことになっているが、病院のベッドの上で余生を過ごしている。
リヒャルト・アイヒマン
GRF幹部を務めるヒルダの父親。ヨシロー直属の上司で、ヒルダのためにニュードに触れて汚染耐性を得た。その冷酷さから「アイスマン」の異名を取ったが、やはり人の親であった。
トリシア・マクミラン
米マサチューセッツ州出身のフリーランスのルポライター。大学在学中からニュード耐性保持者という特性を活かし、各地のニュード汚染地域を旅していた。その旅路を描いた『深緑光〜美しくも危険な汚染地帯』で複数の報道文学賞を受賞する。新人時代、ニュード難民の取材のためにヨシローをガイド兼ボディガードとして雇う。
ゼラ
声 - 白石稔
武装組織エイジェンで活動する謎の男性。UAD兼飛行可能な大型バックパックを搭載した規格外ブラスト（ヤクシャ零 Z-SPECと紹介されている）を駆るエースとして隊を指揮し、マグメル連合軍のブラストに襲いかかる。
部隊が危機に陥ると、髪が赤くなる覚醒状態になり口調も熱くなる。
当初は巨大戦艦であるツィタデル及びアルド・シャウラどちらともに出現したが、ジーナの登場によりツィタデルが登場するマップに彼が現れるようになった。
「X ZERO Rev1」にてローディング画面にて通常時と覚醒時の２種類が選択可能になっている。
ジーナ
声 - 明坂聡美
武装組織エイジェンで活動する謎の女性。バリアユニット兼飛行バックパックを積んだホバー型規格外ブラストに乗るエースとして隊を指揮する。
ゼラと同じく部隊の危機状態により覚醒状態に変貌する。通常時は落ち着きながらも相手を侮辱するセリフが多い。
非常に露出度の高い、印象的な衣装が特徴。
巨大戦艦アルド・シャウラ登場時に彼女が登場する。
「X ZERO Rev1」にて通常時と覚醒時の２種類がローディング画面に選択可能になっている。
エーカム・アドリシュタ・ソーマ
声 - 柚木涼香
武装組織エイジェンに所属する褐色肌の少女。命を花にたとえて蹂躙するのを楽しみとしている。2015年末開催のユニオンバトルの企画で、一般強化兵のスペシャル機という形で登場する。
公式サイトでの企画「天に散る紅い花」での主要人物。
関係的には敵対組織所属だが、「X ZERO」にてローディング画面の切り替えキャラ対象として選ばれている。また唯一胸ではなく尻が揺れる。
サプタ=イフリット=マンガラ
声 - 江口拓也
武装組織エイジェンに所属する赤いモヒカン頭の男。2016年夏開催のユニオンバトルの企画で、一般強化兵のスペシャル機という形で登場する。
公式サイトでの企画「ヴォルケーノ・ウォーリア」での主要人物。
エイジェンメンバー内で唯一ローディング画面で設定できない。
ディオナ
声 - 七緒はるひ
フィオナと瓜二つの容姿をした女性。当初はゼラに渡される予定だった新型ブラストに搭乗する。フィオナとの関係性は不明。アドリシュタ、イフリット同様にスペシャル機扱いで登場する。
ローディング画面で切り替えられるキャラの一人でもある。

### 家庭用版オリジナルキャラクター
ハティ
声 - 上田麗奈

マーナガル
声 - 武内駿輔

ミコト
声 - 高橋李依

## 作中用語
ニュード
「ソテル計画」によって無人船が持ち帰った鉱石物質の名称で、「New-Dynamics」(新たなる力)から名づけられた。
緑色をしており、普段は粒子の「ニュード卵」として非活性な状態だが、刺激を与えると熱放出し、形態を変化させることができる。そして「ニュード胚」へと活性化すると、他の物質と融合し増殖する極めて異質な性質を持つ。活動を停止させる場合はマイナス175度以下にすることで可能となる。
これらの特性により新エネルギーとして研究が進められ、ブラスト・ランナーをはじめとする高度な機械や兵器の動力源、弾への転用、装甲修復材(耐久力の回復はこれによるもの)などに活用されていく。
ゲーム中で登場している素材としては、上記2つのニュードの基本形態、電気反応を示すようになった「ニュード素子」、素子を圧縮した「ニュード群体」「ニュード集積体」。結晶レベルで熱核反応を示すほど高密度の「ニュード結晶体」。融合を利用したものでは、接合できない金属同士を合金にした「複合重合金属」、有機体と結びつけ生物的特性を得た「ニュード融素子」。電気反応を利用したものには、ブラスト専用の高性能集積回路「モノリスNSI」。それ以外にも地下の鉱石がニュードの影響を受けて特性を得た、とされる希少金属類「ソノチップ(音波共鳴反応)」「メタモチップ(常温変態)」「カロラチップ(熱膨張)」も存在する。
一方で、融合の対象が無機物だけでなく有機物を含むため、人体に多大な悪影響を及ぼす毒性を持った極めて危険な物質でもある。ニュードへの耐性を持たないものが接触したり、粒子の漂う汚染地域に入っただけでも、やがて死に至る。人体のニュードに対する耐性が稀に付くこともあり、ニュードに触れて耐性を身に付けた後天性のものから、生まれつき耐性を持った先天性のものがあるが、耐性の代償も背負うことになる。良い方にも悪い方にも都合よく取られる差別的な扱いを受けることもあった。
エイオースの爆発事故を機に大量に地球に降り注いだことで、広大な地域がニュードに汚染され融合・増殖し定着。その一部が「ニュード結晶」として、地表に点在している地域も存在する。通常これら地中に堆積したニュードはプラントから収集しベースにあるコアへ移送することで除去しているものの、時代を経るにつれてプラントでの収集が間に合わず上記ニュード結晶として地表に大量に露出することもあり、この場合はブラストを用いて破壊しながら直接収集にあたることになる。
これら融合したニュードを採掘・除去するため、GRFとEUSTによる各地の抗争の原因にもなっている。また、抗争を肩代わりする傭兵市場や兵器会社も挙ってニュードに関わっているため、抗争が収着する状況になかなかたどり着かず、エイジェンのようなニュードによる社会変革を望む組織が出るようになった。
シード
ニュードを貯蔵する「コアニュード」に変換される元になる物質。長い研究によって、コアニュードの発生がコアシードと分類している特定性質のニュードが突然変異したものと判明している。所持した数に応じて特定物資と交換することができる。
エイオース
衛星軌道上を周回する超巨大宇宙ステーションで、ニュードの発見から研究を当施設で行っていた。しかし、爆発事故によりニュードを地球に飛散させた原因となっている。爆発事故後は跡地がそのまま宇宙を回った状態となっており、マップによってはその外観がはっきり見える。
ニュードが超濃厚な状態であるため誰も近寄ることができなかったが、EUSTが除去時術を完成させてからは侵入が可能になり、エイオースに残る情報をめぐる争いの舞台になっている。
ボーダー
もとはニュード耐性細胞を持つ人全般を指したが、時代が進むにつれて傭兵稼業をする者たちの事を指すようになる。
これに伴い、研究者の間では、傭兵稼業をせずに耐性細胞を持つ者を「耐性保持者」と呼ぶ。
ボーダー（境界線）と呼ばれるのは、ニュードに耐性を持つことで人間としての境界を超える立場にあることに由来。
ポッターナーズ
ボーダーの中で、中立的な勢力に所属しない企業・組織(GRF・EUST等)に所属する兵士の俗称。ボーダーからは蔑称で呼ばれている。
ブラスト
TSUMOIインダストリが開発した「ミュール」を筆頭とした採掘作業機械「ブラスト・ウォーカー」と、同社が開発した「クーガーI型」に代表される戦闘用機械「ブラスト・ランナー」の略称。
前者はゲーム内で登場するのは一部のマップで（オブジェクトとして）のみ。呼称する場合は基本的に後者の意味合いが多い。
ブラスト・ランナー
ブラスト・ウォーカーの汎用性の高さに着目していたGRFは、「ニュード・ドライブ」の技術をTSUMOIインダストリに提供し、同社は「クーガー」をはじめとする戦闘用ブラスト「ブラスト・ランナー」を完成させた。全長5m。
詳しくはブラスト・ランナーの項目で
マグメル
ブラスト市場が形成されて数年後のR.E.38年に設立した民間軍事会社(PMC)。ボーダーの支援組織としても活動し、様々なボーダーが所属している。
クライアントはGRFとEUSTの両方で、現在行われている紛争はマグメル所属のボーダーによる代理戦争の形を呈している。
エイジェンによる宣戦布告後は、GRFとEUSTに共同戦線を提案、連合軍を指揮し対抗する。その過程で、より強力な武装として要請兵器を提供する。
GRF(Global Resource Federation)
エネルギー危機解決のため、政府機関と複数の企業が出資して立ち上げられた。
ソテル計画を発動、ニュードを発見するも、「大汚染」の事故により、研究施設エイオースと共に多くの人材を失った。その上、ニュードの危険性を黙秘した為に、周囲から不信感を買った。
現在、事故により失われた技術と、ニュードを回収・資源独占をすべく奔走中。
本部はヨーロッパの一国、ザクセン連邦の一都市であるグローズヴァント。「バルムンク」という特殊部隊が運用されている。
EUST(Environment Union against Space Threat)
元々は環境保護を訴える小さなNGOだったが、反GRFの機運が高まるにつれて強大化、武力闘争路線を歩むようになる。代表はラーフという人物で、指令を代弁者に伝令させる謎多き人物。本部は豪華客船で海を渡っている。
GRF同様ニュードを回収しているが、ニュード除去と共に平和利用の為の資源確保も行っているようである。ただし、非人道的な活動も見受けられる。
ニュード汚染の完全除去と共に、最終的にはGRFの解体を狙う。
エイジェン
突如としてGRF、EUSTの戦闘に割って入った謎の武装組織。
巨大浮遊要塞ツィタデル、巨大多脚要塞アルド・シャウラを中心に、規格外の強さを持ったブラストや自律兵器Droneによるニュード採掘場の破壊行為を行う。
活動により拡散したニュードによって地球環境の改変と、ニュード耐性を持たない者の根絶を目的としている。
使用しているブラストは、外観がナクシャトラ社のブランドという共通点があるものの、関連性は不明（劇中ではぼかされているが、設定資料集などではゼラ専用機の名称が「ヤクシャ・零」となっているなどナクシャトラとのつながりが明確になっている）。性能は参入時の既存ブラストの一世代先を進んでいる。
アルタード・ニュード
エイジェンのオーバーテクノロジーの根幹となる技術、およびニュード形態。超高重力下でニュードを特殊加工することにより、放熱量はより上昇する一方で、状態の安定性もより低下するため、一般のニュード・ドライブに使用するのはままならない。強化ブラストはもちろんのこと、巨大兵器にも用いられており、一般的なニュードの特徴である緑のカラーも黄緑へと変色している。一部書籍でその存在が明言されている。
TSUMOIインダストリ
復興歴以前、作中の西暦で2025年設立。資料で上がっている関係者は「百千万億一（つもいはじめ）」（TUMOI会長）、「百千万億遥（つもいはるか）」（億一の妻）。
日本に本社を置いており、エイオース建造の際はGRFに機器を供給。大汚染以後は、ニュード採掘用機械ブラスト・ウォーカー「ミュール」を開発、これが大ヒットする。
更に汎用型のブラスト・ランナー「クーガーI型」も大ヒットし、現在のブラスト市場競争のきっかけを作る。同時に、PMCのマグメルにも供給された結果として、ニュードをめぐる戦闘が激化し加速した要因も作ってしまったといわれる。
しかし、後発ブラストメーカーのAE社・ベンノ社にシェアを奪われがちで、クーガーの後継モデル「エンフォーサー」に代わる新たなブラスト開発が必要とされていた。
社運を賭けて開発した「クーガーS型」に続き、同社初の軽量型ブラストランナー「セイバー」をリリースした。四条重工がブラストを開発するに際して、技術提供として関わっている。クーガー第4の次世代モデルである「NX」も先んじてリリースしている。続けて他種の第4モデル「エンフォーサーX(テン)」、「セイバーZX」をリリース後、重量型およびホバー初参入の「スペクター」をリリースしている。
ブラストにおける「兵装」（武器交換の概念）システムを考案したのもこの会社と言われる。
エアロン・エアハート(AE)
2060年設立、米国に拠点を置くメーカー。ブラスト・ウォーカー「ターマイト」を開発したものの、TSUMOI社のミュールにしてやられる形となり、生産は少数となってしまった。
クーガーIのヒットを機に、防御力を重視した「ヘヴィガード」、機動力を重視した「シュライク」という、TSUMOIのクーガーとは大きく異なる、極端な性能のブラストをリリースした。この2モデルは、後に他社よりリリースされる「戦局特化型」モデルの先駆け的存在になったとされる。
プラモデルにもなった「ヘヴィガードII型」はゲームに登場しない実験機で、「防御力と運動性の両立」は「ヘヴィガードIV型」で結実した。
開発していた新型ブラストランナーの製造計画が対立企業の妨害に遭い頓挫してしまい、テストパイロットとして関わっていたゴードンがマグメルに傭兵として登録している。
前述の妨害の影響か、他社が新機体をリリースする中、当社だけリリースが滞り新機体の発表までに長い時間がかかっている。
長期リリース停滞後は、標準的な機動力を持ちながら高い重量耐性により豊富な武装が施せる「ランドバルク」、機体バランスを維持しながら脚部の瞬発力を重視したホバー型ブラスト「フォーミュラ」、「ヘヴィガード」や「シュライク」の改良モデルである「ヘヴィガードG型」「シュライクW型」を立て続けにリリースした。
ベンノ社
2069年設立、欧州ザクセン連邦（現代で言うドイツ）のメーカーで、かつては砲台や車両といった兵器を開発していたが、その経験を活かし、R.E.38年「ツェーブラ」でブラスト市場に初参入、弾道制御が良好なことから高評価を得る。
R.E.42年にリリースした「ケーファー」も、堅牢な装甲と汎用型かそれ以上のスペックを両立し、前評判は良好。R.E.45年にワフトローダー開発にかかわった際に得られた浮遊技術「VIFOS」を先駆けて応用し、フロート脚部を持つ「ネレイド」をリリース。こちらは脚部の技術を優先したためか、評価は賛否両論となっている。
その後、上記3ブランドの次世代モデルを公開後、明緑色に発光する軽量で堅牢の新素材を使用した「ヤーデ」をリリース。特殊ゲルを利用してニュードを凝縮・結晶化させる「ニュード・フィクセーション」と呼ばれる技術をナクシャトラ社から提供を受けて開発された。
ブランド名の後の数字は、リリースした年を表している。
非公式情報ではあるが、社の幹部を父に持つシェスティンがテストパイロットを務めた経歴がある、と言われている。
ナクシャトラ社
大汚染以後、北欧に拠点を構えたメーカーで、作業用ブラストのCPUやOSの開発に携わっていたが、突如としてハードウェア（機体本体）への参入を表明。
R.E.43年、開業数年で完全自社製と言い張るブラスト「E.D.G.」をリリース、射撃能力の高さとエネルギー効率の高さはボーダー達に大いに受け入れられた。
続いてエース級の傭兵を対象とした次世代型ブラストランナー「ヤクシャ」、装甲パーツの着脱により汎用性と防御力の両立を図った「ディスカス」、ホバー脚部による高速機動を目指して徹底的に軽量化を図った「B.U.Z.」、ヤクシャをよりピーキーにした性能の「アスラ」をリリース。
しかし、参入後に数年で機体を立て続けにリリースした技術の高さがどこから来たのかについてや、AE社の頓挫した新型ブラスト開発計画にて妨害したとされる企業ではないかの疑惑、他社の機体特徴とどこか類似していたり、社則にのっとり広報コメントを控えたりと謎に包まれている。
またR.E.48年の「ツェーブラ48C」脚部から見るベンノ社との関連性においても、「コメントは控える」として現在の所不明。
四条重工
38式狙撃銃等を開発・販売している日本の武器開発メーカー。財閥である四条グループの主要部門。
R.E.38年より武器製造事業参入を経て、ブラストのライセンス製造元であるTSUMOIから技術提供を受け「迅牙」でブラスト市場に参入した。その後、同じく標準型の「雷花」をリリース。さらに四条グループの宇宙航空部門の技術を活かし軽量型の「月影」をリリース。
ブラスト市場参入から現在のところ、ニュードに蝕まれている社長の代行として、一人娘でもある「四条旭」が会社を切り盛りしている。「ヒストリカ」では主要人物を務める。
Ze-MACH（ジーメック）
ワフトローダーの共同開発に参加した南米のメーカーで、ネレイドと同じく「VIFOS」を採用したフロート脚部を持つ堅牢な重量型ブラスト「ロージー」でブラスト市場に参入した。
甲龍電駆
ブラストウォーカーを製造する中華圏の工業系メーカー。堅実的な性能を重視した重量型ブラスト「ジーシェン」でブラスト市場に参入。ムック本では機体の特徴から四条との関連性が指摘されているのだが、現状では詳細不明である。

## バージョンアップ履歴
詳細なアップデート年月日と内容は、公式サイトのバージョン履歴を参照。

### ボーダーブレイク
- ver.1.0.2 - 2009年9月9日 稼働開始
- ver.1.14 - 2009年12月17日
  - 「BB.NET」のサービス開始。
- ver.1.5 - 2010年4月7日 - 稼働開始以来の大幅バージョンアップ。
  - 「イベントバトル」モード追加。
  - 新型ブラストランナー「ケーファー」「E.D.G.」、後に「ヤクシャ」が追加

### ボーダーブレイク エアバースト
- ver.2.0 - 2010年10月21日
  - 新型ブラストランナー「セイバー」「ディスカス」追加
  - キャラクタータイプ「老練」「冷静」が追加
  - 「ワフトローダー」が戦場に登場
  - 「クラン」システム実装
  - 「通り名」追加
- ver.2.1 - 2010年12月16日
  - 新上位クラス「SS」を追加
  - 新型ブラストランナー「ネレイド」追加
- ver.2.5 - 2011年6月29日
  - 新型ブラストランナー「迅牙」追加、後に「ロージー」「B.U.Z.」追加。
  - 機体カラーカスタマイズに「エンブレム」追加
  - イベントに「大攻防戦」が追加
- ver.2.7 - 2012年2月28日
  - 「チップシステム」導入
  - 新型ブラストランナー「ランドバルク」追加、後に「フォーミュラ」追加。
  - 「サテライトバンカー」が登場
  - 新上位クラス「EX」を追加
  - 個人演習の自由設定化、「店内演習」を追加
  - 静止時の特定チャットでブラストのモーションを追加。

### ボーダーブレイク ユニオン
- ver.3.0 - 2012年10月11日
  - 「ユニオンバトル」モード追加。
  - 新上位クラス「ACE」追加。
  - チャット関連の機能の追加、変更。
  - バトルスコアの追加と変更。
  - 武器／チップ／機体関連の性能調整。
  - 新たな勲章を追加。
  - 装備支給システムの実装。
  - キャラクターカスタマイズの顔カテゴリーを細分化。
  - 新型ブラストランナー「雷花」シリーズ追加。後に「ヤーデ」シリーズ追加。
  - 新系統（集積回路系）の素材を追加。
  - 素材交換に必要な下位素材数を変更。
  - 自爆行為や味方誤射が多いプレイヤー（過度な迷惑行為）に対する警告表示機能を実装。
- ver.3.5 - 2013年6月18日
  - ブラスト第5武装「要請兵器」追加。
  - ユニオンバトル拡張
    - 多脚戦艦『アルド・シャウラ』登場
    - ユニオンオーダー実装
    - 「ユニオンキューブチャンス」実装
    - 同店舗協力プレイが可能に。

  - 新施設「パワーバウンダー」「ガン・ターレットL」追加
  - 「スキャンボーナスタイム」実装
  - デイリー報酬実装
  - 素材獲得上限数緩和
  - 「クラス継続ボーナス」実装
  - 「マップローテーション」実装

### ボーダーブレイク スクランブル
- ver.4.0 - 2014年4月18日
  - 「スクランブルバトル」モード追加。
  - ユニオンバトル拡張
    - 敵エース『ジーナ』登場
- ver.4.1 - 2014年7月17日
  - 「スクランブルバトル」等の調整
- ver.4.5 - 2015年2月5日
  - 機体パラメータに「N-DEF(ニュード・ディフレクター)回復」「N-DEF耐久」「予備弾数」「加速」が追加
  - 占拠範囲が分裂した新型プラント「マルチプレックス・プラント」が登場
- ver.4.7 - 2015年11月5日
  - 正式タイトルが『ボーダーブレイク スクランブル武（ぶ）』になる
  - 新規アバター「不敵」「ドライ」追加
  - 兵装換装エリア、索敵エリアが追加
  - 新イベントバトル「スカッドバトル」追加。
  - 「ユニオンバトル」「スクランブルバトル」調整。特にスクランブルバトルは大幅な変更が行われている
  - イベントポイントを撤廃し、代わりに「シード」を追加。シードを使って下位素材、アバターパーツ、機体カラー、エンブレム、色違い武器を入手可能になった（イベントポイントはVerUpのカード更新時に全てシードへ変換）。同時にチャンスバトルにシードチャンスが追加
  - ICカード制限数排除
  - アバター変更すると変更前のアバターパーツが無くなる仕様だったのを撤廃（要BB.net加入かつnet内アイテム必要）

## 【セガ】
頭文字【セガ】を冠した公認のプレイヤーおよびクランが存在する（一般プレイヤーは【】（隅付き括弧）が入力できない）。開発スタッフが全国対戦に出撃する時は、Twitterで事前に告知されることが多い。
- プレイヤー
  - 【セガ】みりん - キャンペーンガール「古川未鈴」（ふるかわ みりん）[20]。素人の状態から1ヶ月でD5からA5まで昇格する課題を無事達成している。ユニオン以降でまじめタイプ専用アイテムが支給される[21]。近年はでんぱ組との仕事の兼ね合いから出演率は減ったがBBGP2015決勝大会には途中から登場。家庭用発表会でも登場し、発表会前日に一足早くプレイしたことを語っている。
  - 【セガ】牛マン - 開発スタッフ「牛マン」（うしまん）で正体はリートデザイナー（現プロデューサー）の青木盛治。名前の由来は稼働を開始した2009年と、青木が誕生した年の1973年の干支である丑年から[22]。公式サイトのブログ（AB稼働後、開発スタッフ全員によるものに統合）、BB.NET「牛マンのつぶやき」、Twitterなどに登場しており、公式イベントではコスプレ衣装で顔だし出演していたが、2014年に『シャイニング・フォース クロス』のプロデューサーへ異動のために引退。しかしBBGP2015予選大会では「失った角のかけらを集める」という名目で参加し、決勝大会ではステージ上で三上Pに「BB開発スタッフに戻してほしい」と願い出た結果、三上Pに代わってプロデューサーになって現場復帰することが決定した。自画像を模した専用アイテムを使用した熱血タイプで出撃。機体カラーも彼専用の特殊カラーになっている。家庭用のプロデューサーも兼任しているがアーケード版は【牛マン】、家庭用では【青木盛治】で使い分けており、ツイッターも個別に存在している。
  - 【セガ】アレックス - 開発スタッフ内で最も技術の高い者が担当するキャラクター[23]。現在4代目。[24]。公式動画でのプレイも担当。専用アイテムを持たない熱血タイプで出撃。なお、BBTV vol.17以降では【セガ】の無い「アレックス」になっている。ニコニコ生放送の『BB.TV Live』第1回目の放送で3代目が劇中機体のクーガーお面を付けて出演するが、その時点では解禁されていない武装を使用して出撃。生放送で映像が流れてしまったため、使用されていた武装が急きょ翌日から解禁されることになった。この事件は通称『がっつリーク（同番組で牛マンが【こっそリーク】という情報解禁コーナーを持っていたが、それ以上にがっつりしたリークを流すことから）』と呼ばれ、これ以降では専用映像を作るなどして公開されるようになり、生放送での恒例行事となった。なお恒例行事となった今では事前に叶Dやもみーなどの開発上位陣が紹介PVを確認するようになったが、その後に情報を手を入れるなどして全く予定していなかった情報リークを行うこともある（2014年のJGL生放送回など）。
  - 【セガ】ブレちゃん - 開発スタッフ。名前の由来はゲーム中の「ブレイクチャンス」より。下記「クラちゃん」「ダブちゃん」「ユニちゃん」と合わせて「チャンスギャルズ」と呼ばれ、広報の仕事として公式サイトに登場。エアバーストに移行してからは牛マンに代わり公式サイトのブログも担当する。自画像を模した専用アイテムを使用したインテリタイプで出撃。
  - 【セガ】クラちゃん - 開発スタッフ。名前の由来はゲーム中の「クラスアップチャンス」より。自画像を模した専用アイテムを使用したお嬢様タイプで出撃。
  - 【セガ】ダブちゃん - 開発スタッフ。名前の由来はゲーム中の「ダブルアップチャンス」より。自画像を模した専用アイテムを使用した少女タイプで出撃。
  - 【セガ】みのる - 声優の白石稔。2010年3月から一般プレイヤーとしてプレイしていたが[25]、2011年9月のAMショーで【セガ】になったことを明らかにした。その後は公式イベントでのメインMCを担当。ユニオン以降でクールタイプ専用アイテムが支給されている。なお、彼はユニオンより登場の敵キャラクター「ゼラ」の声優を務めている。[21]
  - 【セガ】しもだ - 本作の初代プロデューサーである下田紀之（既にセガから退職）。2012年6月4日のニコニコ生放送の公式番組に正式登場[26]。使用キャラクターはナルシータイプ。
  - 【セガ】ユニちゃん - 開発スタッフ。名前の由来はゲーム中の「ユニオンチャンス」より。自画像を模した専用アイテムを使用した少年タイプで出撃。牛マン引退後はBB.NETにおいて「ユニちゃんの一言」を更新していたが4.7VerUp前日に終了。
  - 【セガ】梨蘭 - ゲーマーサバゲー(サバイバルゲーム)タレント。当初は同ゲームのソーシャルゲーム「ボーダーブレイクmobile ‐疾風のガンフロント-」宣伝担当だった。BB.TV Live第4回目にてクラスがA2に昇格したことが報告され、2014年年末にはS5へと昇格した。アバタ―はお嬢様タイプ。
- クラン
  - 【セガ】牛マン牧場 - 上述のプレイヤーで構成されたクラン。キャンペーン「クラン戦で撃破せよ！」に初登場。2.5以降では専用エンブレム（牛角付けハートマーク）を使用した。

### スタッフ
- プロデューサー :　百渓曜 - 『Quest of D』にはまっていたところをセガの社員に声をかけられ、2007年にセガに契約社員として入社。セガ入社と同時に『ボーダーブレイク』開発チームに参加[27]。

#### 元スタッフ
- 下田紀之 - 初代プロデューサー。
- 叶良樹 - 「スクランブル」ディレクター。2015年5月にセガを退社し、ディライトワークスを経てラセングル所属。ディレクターを務める『Fate/Grand Order』ではカノウヨシキ名義を使用。
- 牛マン(青木盛治)[22]

## BorderBreak.NET
本作と連動したサイト『BorderBreak.NET (BB.NET)』が提供されていた。アクセス可能時間は午前8時〜翌午前4時。2020年2月29日午前3時をもってサービスが終了。
- BorderBreak.NET（モバイルサイト） - スタンダードコースのみで、iモード、Yahoo!ケータイ、EZweb対応。月額420円。SoftBank版のみ2020年2月は無料開放されていた。
- BorderBreak.NET for PC - 一般のインターネット版サイト。スタンダードコースと新機能や機能拡張などのサービスを付加したプレミアムコースの2コースがある。スマートフォンなどもこちらを利用する。「SEGA ID」の取得と、モバイルサイトとは別途の「利用権」購入が必要。スタンダードコースの利用権は506円/30日、継続利用権は440円/月額（要クレジットカードor携帯キャリア決済）。プレミアムコースの利用権は1012円/30日、継続利用権は880円/月額（要クレジットカードor携帯キャリア決済）。以前はスタンダードコースに割安な90日利用権もあったが、各携帯キャリアによる継続利用権決済の対応化に伴い廃止された。2019年10月の消費税率改正に伴い、自動継続権に入会している会員は、利用限度額の設定などで消費税率改正後の金額での支払が正常に行われない場合は解約となる[28]（2019年10月現在）。2020年2月は無料開放されていた。
- セガは2020年4月6日に、当時のセガ・インタラクティブがBorderBreak.NET for PCをauかんたん決済にて決済を行っていたユーザーに対し、無料期間中である2020年2月分を誤請求していたことを明らかにした。セガは、auかんたん決済にて決済を行っていたユーザーに対して2020年2月分の返金を行う。

### コンテンツ
- 最新情報
  - ゲームおよびBB.NET内の更新情報やキャンペーン情報、障害情報を閲覧できる。
  - 現在の全国対戦の戦場の情報やマップを見ることができる。
  - イベントバトルの開催予定やルールなどを見ることができる。
  - 筐体のアドバタイズ画面で流れる「SATELLITE NEWS」の内容も閲覧できる。
- 牛マンのつぶやき - 開発スタッフ「牛マン」による一言。原則毎日更新。
- Webゲーム『VARIABLE BREAKERS』 - ブラストランナーをAIで戦わせるブラウザゲーム。AIのパラメータや機体構成をカスタマイズして自分だけの機体を作れる。CPUと戦う「演習」と、他のプレイヤーの機体と戦う「アリーナ」が存在。
- ICカード連携 - 次項にて詳述。
- 全国ランキング、都道府県別ランキング、店舗別ランキング閲覧
- 設置店舗検索 - 混雑度もリアルタイムで見ることが出来る。

### ICカード連携
ICカードを登録すると、様々なコンテンツを利用できる。登録できる枚数はスタンダードコースとプレミアムコースで異なっており、スタンダードコースは4枚まで、プレミアムコースは8枚までICカードを登録できる。
- 戦績の確認 - 撃破数など、各種記録の累計数が見られる。また、バトルごとの詳細なデータも見られる。
- クエスト - ver.2.5より実装。あらかじめクエストを設定した上でゲームをプレイし、クエストの条件を満たすことが出来ればクエスト達成となりBB.NETメダル（後述）が獲得できる。
- 実績 - ver.2.7より実装。プレイ内容や所持品の累計数などの条件を満たすごとに達成でき、一定数の達成でBB.NETメダルやエンブレムがプレゼントされる。
- 所持品の確認 - 機体パーツ、素材、勲章、キャラクターパーツなどの所持状況が見られる。
- 機体カスタマイズ - 機体カスタマイズを行うことが出来る。登録数はスタンダードコースが10個まで、プレミアムコースが20個まで可能。カスタマイズを設定・保存し、筐体に送信すると次回出撃時に自動で反映される。
  - エンブレムカスタマイズ - ver.2.5より実装。機体に貼れる「エンブレム」をあらかじめ作成しておくことができる。作成したエンブレムを機体に反映させるためには筐体上での操作と100GPが必要となる。
- 購入プレビュー - パーツ購入に必要な残りの勲章・素材数の確認。購入は不可。
- キャラクタープレビュー - PC版のみ。キャラクターアイテムの組み合わせの確認。変更は不可。
- カード管理 - プレイヤー名・キャラクタータイプ・通り名の変更、登録済みカードの再発行、暗証番号の設定ができる。プレミアムコースはローディング画面とBGMの変更もできる。
  - スタンダードコースにてプレイヤー名とキャラクタータイプを変更するには、BB.NETメダルが必要となる（プレミアムコースはBB.NETメダル不要）。
- カード検索、カードデータ公開 - プレイヤー名、プレイヤーIDから他のプレイヤーを検索することができる。BB.NETにカードが登録されていれば機体構成や戦績を見られる。設定により他者に公開するデータの種類は制限することができる。
- クラン機能 - クランの設立および加入が出来る。クラン演習のスケジュール設定やクランのアピール文などの設定ができる。
  - Cafe マグメル - クラン専用の電子掲示板。

### BB.NETメダル
BB.NET内で使用できる仮想通貨のこと。メダルは主に以下の方法で獲得できる。
- 週1プレゼント - 毎週一回（月曜日〜翌日曜日）一定数のメダルが受け取れる。
- 月1プレゼント - 毎月一回一定数のメダルが受け取れる。受け取れるメダルはスタンダードコースとプレミアムコースとでは、それぞれ異なる。
- VARIABLE BREAKERS - 「アリーナ」で良い成績を収めると獲得できる。また各種「実績」を達成するごとに獲得できる。
- クエスト - クエスト達成ごとに獲得できる。
- 実績 - 実績達成数が一定の値になるごとに獲得できる。
- 店舗出撃ポイント - 累計出撃日数および連続出撃日数に応じてメダルが獲得できる。また各種記念日など（例：毎月23日「セガの日」）に出撃した際はボーナスでメダルが獲得できる。
- ゲーム内のキャンペーンの参加賞としてメダルが獲得できる場合がある。
- BB.NET内でアンケートが実施された際は、その謝礼としてメダルが獲得できる。

### BB.NET専用アイテム
BB.NETメダルでは、以下の専用アイテムを買うことが出来る。また、プラモデルなどの関連商品の特典として専用アイテムが獲得できるようになっていることもある。
なお専用アイテムはBB.NETを解約（課金切れによる強制解約を含む）すると消滅してしまうため注意が必要。
- キャラクターアイテム
- 通り名
- 機体ペイント

## ボーダーブレイクmobile -疾風のガンフロント-
『ボーダーブレイクmobile -疾風のガンフロント-』は、2013年3月8日にサービス開始のソーシャルゲーム。マイネットエンターテイメントとセガゲームスの共同運営。
詳細はボーダーブレイクmobile -疾風のガンフロント-を参照。

## PS4版『BORDER BREAK』
2018年に家庭用ゲーム機への移植を発表。同年8月2日にPlayStation 4用ソフトとして発売。
「スターターパック」と「スペシャルパック」の2種類が発売され、「スペシャルパック」はダウンロード販売のみとなる。セガ・インタラクティブでは初の自社発売による家庭用ゲームソフトとなる。PS4版の発売においては、ゲームセンターが年々減少傾向にあり、地方のイベントにおいて「車で数時間かけていかないとアーケード版がプレイできない」という意見があり、それも反映したという。2019年3月14日よりver2.00へアップデート。
2023年9月9日15時をもってサービス終了。サービス終了以降はオンラインマッチングが停止され、バトルモードのうち「エキシビション」「トレーニング」、ストーリーモードのうち「メインシナリオ」「ボーダーズシナリオ」のみが利用可能となる｡いわゆるフレンド戦に該当するエキシビションに関しては引き続きオンラインサービスが提供されるが､プレイにはPlayStation Plusの加入が必須となる。
また､公式の案内には記載されていないため詳細は不明だが2024年頃よりPlayStation Network上からタイトルが表示されなくなっており新規にダウンロードを行うことが不可能となっている｡
2025年7月現在､過去にダウンロードを行ったことがあるPSNアカウントの再ダウンロードは可能となっており､新規登録の場合はスターターパックを利用することで既存ユーザーと同様にプレイが可能となる｡
アーケード版との主な相違点を以下に列記する。
- 基本プレイはスタミナフリーの無料プレイ。 装備などはアーケード版ではGPと素材・勲章・必要な武器をそろえれば確実に入手が可能だったが、コンシューマ版では、フレームロットと呼ばれる、いわゆるランダムガチャによる課金制を採用している。  Ver.2.04からパラメタルと呼ばれるアイテムを集めることで任意の武器・機体パーツの購入を行う項目が追加された。 パラメタルはデイリーミッション、ウィークリーミッション、イベント報酬で獲得できる。ただしフレームロットで入手できる全ての武器・機体パーツがパラメタルで購入できるわけではない。
- ボーダーはアバター制ではなく、固有キャラクターとなっている。入手方法は課金通貨であるコアシードによる交換制となっている。
- タッチパネル関連の操作は部分的にスライドパッド及び特定操作時のマウス（マウスは従来と同じく通常操作も可能）で対応する形を取っている。また、移動操作などに使われる左グリップコントローラーを再現した専用コントローラーがHORIから発売されている。
- アーケード版の最新仕様を大部分は引き継いでいる。ただし、加速パラメータを巡行に仕様変更したり、挙動等が若干変化している。また、機体パーツや装備に関しては大きな調整が行われている。
- 世界観はパラレルの体裁を取っており、発売時点ではアーケードでのデフォルトの登場人物は大部分が新規に置き換わっている[32]。その後に一部CVを変更・新録してアーケードキャラもボーダーとして逆輸入され、メインオペレーターであるフィオナもアーケード同様にオペレーターとして登場している。また『ファンタシースターオンライン2』『新サクラ大戦』からのキャラクターもボーダーとして参加しており、音声が新録されている（イベント配布のため期間によっては一部キャラは入手不可）
- 通常時ではストーリーモードおよびプレイヤーレベルが一定未満のみプレイできるプレイヤーVS.CPUのビギナーズマッチ、ランク変動のないカジュアルマッチを実装。アーケード同様のクラスアップを目指すランクマッチはシーズン制となった。ver2.0からは設定や戦場を自由に選べるエキシビションマッチとアーケード同様のスカッドバトル、カジュアルマッチのみだがフレンドと同時出撃が可能となる。ver3.0からユニオンバトルが実装。スクランブルバトルは実装しなかった。

## 関連商品
一部商品にBB.NET用シリアルコードが付属。

### プラモデル
コトブキヤが販売する、1/35スケールプラモデル。素体に同社の「クロスフレーム」（ベースとなるフレームアームズと互換性を持つ）を採用しており、ゲームと同様にパーツの組み換えが可能。
なお、家庭用版発売に際して、コトブキヤとの共同で実物大（5m）のプラモデルを制作し、ランナーの状態から形成。発売イベントで組み立て済みのものが公開された。
- クーガーI型 - 2010年1月
- ヘヴィガードII型 - 2010年3月
- シュライクI型 - 2010年5月
- クーガーI型 重火力兵装 Aクラスカラー - 2010年6月
- シュライクI型 強襲兵装 ガンメタルブラック - 2010年7月、限定販売
- ツェーブラ41 - 2010年9月
- クーガーS型 Sクラスカラー[36] - 2010年11月
- セイバー オープニングムービーカラー[37] - 2011年1月
- シュライクV型 強襲兵装 スノーホワイト - 2011年3月

### 書籍
ボーダーブレイク ルーキーズ・ガイド
発行：エンターブレイン 発行日：2009年9月10日 ISBN 978-4-0472-6046-7
ボーダーブレイク Ver1.5 マスターズガイド
発行：ソフトバンククリエイティブ 発行日：2010年4月28日 ISBN 978-4-7973-5884-1
ボーダーブレイク エアバースト テクニカルマニュアル
発行：エンターブレイン 発行日：2011年1月22日 ISBN 978-4-0472-7041-1
ボーダーブレイク モデリングワークス
発行：ホビージャパン 発行日：2011年2月10日 ISBN 978-4-7986-0137-3
月刊ホビージャパンで掲載されているプラモデルのムック。武器パーツのキット2種付属。
ボーダーブレイク エアバースト Ver.2.5 タクティカルガイド
発行：ホビージャパン 発行日：2011年8月4日 ISBN 978-4-7986-0268-4
BORDER BREAK OFFICAL FAN BOOK コレハ、マダ、ツカエル
発行：セガ 発行日：2011年8月19日
コミックマーケット80、第49回AMショーなどイベントや、セガSTOREのみが販売される公式ファンブック。
BORDER BREAK ARTWORKS 2006-2012
発行:ソフトバンククリエイティブ 発行日:2012年12月19日
本作の設定原画集。本作本稼働前の2006年から網羅。

### 小説
ボーダーブレイク ネメシス・デイ
発行：ホビージャパン 発行日2012年10月31日
作者：吉田雄一 プロット協力:エッジワークス 表紙イラスト:風間雷太 挿絵:瀬菜モナコ
「エアバースト」「ユニオン」の間を描いた小説。
ボーダーブレイク ヒストリカ
ボーダーブレイクのプロデューサーを務めた下田プロデューサーが執筆した小説。
2014年春に開催されたボダりな祭りで販売。
11月にはヒストリカ2がBB.NETで公開されていた（現在は公開終了）。

### 漫画
ボーダーブレイクNA
ニュータイプエース連載 脚本：実弥島巧 作画：本橋雄一
主人公である女子学生「マーヤ」が、ボーダーへの偏見をなくすべく「ボーダーアイドル」としてマグメルで活動していくストーリー。
公式設定のキャラクターや舞台だけでなく、本作オリジナルのキャラクターも登場する。
- 単行本第一巻 2012年3月10日発売。雑誌連載時の第3話を除いた第1話から第6話、計5話を収録。
- 単行本第二巻 2012年10月10日発売。

### CD
Last Brave 〜Go to zero
- アーティスト　メカニカルパンダ

ver1.5までのOPテーマ、全5曲
BORDER BREAK ORIGINAL SOUND TRACK
発売日：2009年11月26日
ver.1.5より前の曲を収録。
BORDER BREAK AIRBURST ORIGINAL SOUND TRACK
発売日：2010年12月22日
ver.1.5以降およびエアバーストの追加曲を収録。

### プライズ景品
すべてセガプライズからの販売。
- ボーダーブレイク　ヘッドホン - 全4種
- ボーダーブレイク　軍用タオル - 全2種
- ボーダーブレイクエアバースト　コレクションフィギュア - 全2種
- ボーダーブレイクエアバースト　フィオナビッグシーツ - 全2種

### アパレル
- FT? BREAK THE BORDER Tシャツ - ファミ通.comのゲームTシャツブランド「FT」より発売。
- ボーダーブレイク　Tシャツ - COSPAより発売。
- ボーダーブレイク　カラビナケース - COSPAより発売。

## 他作品とのタイアップ
ボーダーブレイクのゲーム中で使用できるアイテムは、キャンペーン期間中にBB.NETでBB.NETメダルと引き換えることで手に入った。
戦場のヴァルキュリア2ver.1.5稼動開始記念でコラボ。作中のキャラクターを模したキャラクターパーツが手に入った。また『戦場のヴァルキュリア2』側でも『ボーダーブレイク』のイラストの戦車ステッカーが配布された。
ブレイク ブレイド
アニメ『劇場版ブレイクブレイド』第五章の公開を記念してコラボ。作中のキャラクターの衣服を模したキャラクターパーツが手に入った。
電脳戦機バーチャロンフォース
Xbox 360版の発売を記念してコラボ。記念の通り名が手に入った。また予約購入特典として、専用の機体ペイントと通り名が獲得できるシリアルコードが製品に付属した。
ソニックシリーズ
シリーズ20周年を記念して機体エンブレムを配信。
ぷよぷよ
『ぷよぷよ！！』発売と、シリーズ20周年を記念して機体エンブレムを配信。
ファンタシースターポータブル2 インフィニティ
『PSP2i』で登場する武器（既存の武器のグラフィックを変えたもの）が手に入るほか、作中のキャラクターを模したキャラクターパーツと通り名も手に入る。『PSP2i』側では身につけるとブラスト・ランナー「クーガーI型」の姿になれる衣装、ボーダーブレイクで登場する武器などのアイテムが手に入る。
サクラ大戦シリーズ
AC版にて、帝国華撃団のキャラクターを模したキャラクターパーツと通り名が配布された。
新サクラ大戦
PS4版にて、コラボレーションが2019年12月に実施。新生帝国華撃団が限定ボーダーとして参戦し、模した武器が登場した。
WORLD CLUB Champion Football
シリーズ10周年を記念して機体エンブレムを配信。
シャイニング・フォース クロスエリュシオン
2012年5月17日より、武器・装備などの相互コラボレーションを実施。作中に登場した武器アイテムが登場。『クロスエリュシオン』側でも『ボーダーブレイク』シリーズに登場した武器アイテムが登場している。
龍が如く
アバターパーツ・機体エンブレムが配布される。
maimai・CHUNITHM
本作のBGMを提供。
ファンタシースターオンライン2
パーツコラボの他、PSO2側でクーガーNXがボスとして登場。キャンペーンは終了したが、クーガーNXは現在もランダムボスとして登場する。
PS4版にて、登場人物が限定ボーダーとして参戦し、模した武器が登場した。
ベン・トー
原作をベースとしたエンブレムや通り名が配布。ロボット作品でもセガ製作のゲームでもないが、劇中でセガをこよなく愛するキャラが存在することと、アニメ版においてはセガ公認でセガサターンなどのハード映像を使用していたために行うことができたコラボ。なお、同時期に『オルトロス』という原作にも使用されている名前と同じ武器が配信された。この武器は現在も入手可能。
BLAZBLUE
アバターアイテムやアイコン、武器のコラボが行われた。二つとも略すと【BB】になることから実現したタイアップ（なお先に稼働したのはブレイブルー）。ブレイブルー側でもプレイ日数などで特典がもらえるキャンペーンも開催された。
セガ・ハード・ガールズ
機体エンブレムおよびキャラクターアイテムとして、ドリームキャスト、セガサターン、メガドライブ、マスターシステム、ゲームギアが登場。同時期にテレビアニメでボーダーブレイクの回が制作される。
スーパーロボット大戦X-Ω
2016年10月に、『BB7周年記念キャンペーン』の一つとして、ブラスト・ランナー「X-III cg」と「クーガーI型」、および各ユニットのパイロットとしてフィオナとオズが期間限定で登場。デフォルメ機体と武器のモデルはアーケード版のデザインチームが本作用に制作した。
開発が同じセガということで、イベント終了後も一部のステージにX-IIIcgがボスユニットとして登場することがある。また、2019年2月には機体が復刻され、新規のタイプ違いバージョンが追加された。
2020年4月にはPS4版が期間限定で参戦。ハティと輝星・空式、マーナガルと輝星・破式が実装された。二人はボイスも収録されている。シナリオ中には他のS.N.C.A.メンバーも登場した。また、過去のコラボユニットも復刻された。
GUILTY GEAR Xrd REV 2
ボーダーブレイクではGUILTY GEARキャラクターを模したアバターパーツと通り名、GUILTY GEARではボーダーブレイクに関連した通り名とエンブレムがもらえる相互キャンペーンが行われた。
ニンジャスレイヤー
ニンジャスレイヤーキャラを模したアバターパーツと通り名がもらえるキャンペーンを実施。なお、キャンペーン同時期に放映されていたアニメ内の看板に作品タイトルが描かれるシーンがある。
出雲重機、海老川兼武、島田フミカネ、加藤拓弐
PS4版にて、コラボレーションが実施。デザインを担当した武器が登場した。
柳瀬敬之
PS4版にて、コラボレーションが実施。デザインを担当した武器とブラストランナーが登場した。
なお、タイアップという形ではないが、バーチャファイター20周年の節にアキラが使用する鉄山靠をほぼ再現したアクションチップ「リアインパクト」が実装されている（ただし、アキラの決め台詞である「10年早いんだよ！」は少女アバタ―使用時に一定条件を満たすと喋ることがあり、これはバージョン初期から存在していた）。
電撃文庫 FIGHTING CLIMAXでは戦闘背景としてもブラストが登場している。